# 61912 Storrs
61912 Storrs este un asteroid din centura principală de asteroizi.

## Descriere
61912 Storrs este un asteroid din centura principală de asteroizi. A fost descoperit pe 27 august 2000 la Cerro Tololo de Susan D. Kern. Asteroidul prezintă o orbită caracterizată de o semiaxă mare de 2,73 ua, o excentricitate de 0,05 și o înclinație de 9,0° în raport cu ecliptica.